# Stammstrecke
De Stammstrecke is spoorlijn die het hartstuk vormt van de Schnellbahn (S-Bahn van Wenen) die werd geopend op 17 januari 1962. De lijn werd samengesteld uit een nieuwe tunnel langs de Gürtel bij het Südbahnhof, de Nord-Süd Verbindungsbahn tussen de Schweizergarten en Praterstern en het zuidelijke deel van de Nordbahn tussen Praterstern en Floridsdorf.

## Stations
| Station               | Treindiensten/ aansluitingen | Foto * | Type                         | Geopend         | Ligging                        | District     |
| --------------------- | ---------------------------- | ------ | ---------------------------- | --------------- | ------------------------------ | ------------ |
| Floridsdorf           |                              | 00 !   | talud                        | 1 januari 1961  | 48° 15′ 23″ NB, 16° 24′ 0″ OL  | Floridsdorf  |
| Handelskai            |                              | 10 !   | viaductstation               | 1995            | 48° 14′ 31″ NB, 16° 23′ 8″ OL  | Brigittenau  |
| Traisengasse          |                              | 20 !   | talud                        | 1962            | 48° 14′ 5″ NB, 16° 23′ 0″ OL   | Brigittenau  |
| Praterstern           |                              | 30 !   | viaductstation               | 1959            | 48° 13′ 5″ NB, 16° 23′ 31″ OL  | Leopoldstadt |
| Wien Mitte            |                              | 40 !   | Ondiep gelegen zuilenstation | 1859            | 48° 12′ 23″ NB, 16° 23′ 5″ OL  | Innere Stadt |
| Rennweg               |                              | 50 !   | Ondiep gelegen zuilenstation | 1883            | 48° 11′ 41″ NB, 16° 23′ 9″ OL  | Landstraße   |
| Quartier Belvedere    |                              | 60 !   | kuip                         | 17 januari 1962 | 48° 11′ 17″ NB, 16° 22′ 54″ OL |              |
| Hauptbahnhof          |                              | 70 !   | kuip                         | 17 januari 1962 | 48° 11′ 11″ NB, 16° 22′ 25″ OL |              |
| Matzleinsdorfer Platz |                              | 80 !   | talud                        | 11 januari 1969 | 48° 10′ 48″ NB, 16° 21′ 29″ OL |              |
| Wien Meidling         |                              | 90 !   | maaiveld                     | 1841            | 48° 10′ 30″ NB, 16° 20′ 7″ OL  |              |

- De sorteerwaarde van de foto is de ligging langs de lijn.